# Sisyrinchium rectivalvatum
Sisyrinchium rectivalvatum är en irisväxtart som beskrevs av Pierfelice Ravenna. Sisyrinchium rectivalvatum ingår i släktet gräsliljor, och familjen irisväxter. Inga underarter finns listade i Catalogue of Life.